# Lyrical Sympathy
Lyrical Sympathy —en español: «Simpatía Lírica»—  es el nombre del primer EP de la banda japonesa Versailles ~Philharmonic Quintet~. El lanzamiento se realizó el 31 de octubre de 2007 tanto en Japón como en Europa, Siendo este, el primer lanzamiento que realiza la banda tras unirse a la discográfica alemana CLJ Records. Fue lanzado en dos ediciones, una edición alemana que incluía siete pistas, y una limitada, que incluía un DVD con el video promocional de la canción "Shout & Bites", Además la canción "The Love From A Dead Orchestra" (El amor de una orquesta muerta), fue incluida en una compilación de Sony BMG lanzado en Alemania el 9 de noviembre, llamado "Tokyo Rock City", que reunió a varios exponentes de la escena Visual kei. El 22 de octubre de 2008 se lanzó una reedición regular, que contenía las mismas siete pistas, pero sin incluir ningún DVD.
Alcanzó el número # 76 en el ranking del Oricon Albums Weekly Chart.

## Antecedentes
El 15 de agosto de 2007, en una entrevista con Tainted Reality, Kamijo anunció que lanzarían el primer EP de la banda a finales de octubre. Unas semanas después, el día 30 de agosto durante el evento The Red Carpet Day, firman con la discográfica independiente alemana CLJ Records anunciando que el lanzamiento del EP se realizará tanto en Japón como en Europa.

## Lista de canciones
| Edición Regular y Alemana (CD) |                                  |        |        |          |  |
| N.º                            | Título                           | Letras | Música | Duración |  |
| 1.                             | «Intro»                          |        | Kamijo | 1:10     |  |
| 2.                             | «The Love from a Dead Orchestra» | Kamijo | Kamijo | 8:29     |  |
| 3.                             | «Shout & Bites»                  | Kamijo | Kamijo | 3:59     |  |
| 4.                             | «Beast of Desire»                | Kamijo | Hizaki | 4:26     |  |
| 5.                             | «Forbidden Gate»                 | Kamijo | Hizaki | 4:39     |  |
| 6.                             | «The Red Carpet Day»             | Kamijo | Teru   | 4:24     |  |
| 7.                             | «Sympathia»                      | Kamijo | Hizaki | 6:08     |  |
| 33:11                          |                                  |        |        |          |  |

| Edición Limitada (DVD) |                      |          |  |
| N.º                    | Título               | Duración |  |
| 1.                     | «Shout & Bites» (PV) |          |  |